# Publiczna Szkoła Podstawowa w Pliskowoli
Publiczna Szkoła Podstawowa w Pliskowoli – szkoła podstawowa położona w gminie Osiek, w powiecie staszowskim, w województwie świętokrzyskim. Została założona w 1900 roku przez ówczesnych zaborców (Rosjan) – urząd gubernatorstwa radomskiego, który wydał projekt budowy szkoły w tutejszej wsi – jako elementarnej jednoklasowej szkoły ludowej z jednym nauczycielem.
W roku szkolnym 2018/19 do szkoły uczęszczało około 80 uczniów do ośmiu klas i jednego oddziału przedszkolnego. Na terenie szkoły oprócz klasopracowni znajduje się: biblioteka szkolna wraz z czytelnią i świetlicą, pracownia komputerowa, sala gimnastyczna, sklepik szkolny spółdzielni uczniowskiej, stołówka wraz z jadalnią oraz szatnie. Jest to szkoła środowiskowa, a w skład jej rejonu szkolnego wchodzą uczniowie jednej wioski – Pliskowoli.

## Historia szkoły
Po kilku latach od wydania radomskiego ukazu rządowego w przysiółku Zabłonie wybudowano niewielki drewniany budynek szkolny. Mieściła się w nim jedna sala lekcyjna oraz dwa pokoje i kuchnia dla nauczyciela Rosjanina. Językiem wykładowym był język rosyjski (i tylko w nim załatwiano korespondencję urzędową). Od 1905 roku języka polskiego uczono kilka godzin tygodniowo.
Z początkiem XX wieku w przeważającej większości jej uczniami były dzieci z granic samej ówczesnej wioski, ale spotykało się uczniów z innych miejscowości: Suchowoli, Strzegomia, Mucharzewia, Niekrasowa, Mikołajowa i Osieka, które mogły uczęszczać do I i II klasy. W kolejnych latach przybywało nowych uczniów, zaczął się okres problemów lokalowych, na nowe sale lekcyjne przeznaczono pokoje dla nauczyciela. Niewielkie wymiary ówczesnego budynku szkoły nie mieściły wszystkich uczniów, dlatego zaczęto wynajmować pomieszczenia u okolicznych gospodarzy. W latach 1921–1939 do szkoły uczęszczało przeciętnie około dwustu uczniów.
Żadne źródła, zarówno pisane, jaki mówione (zachowane w pamięci ludności miejscowej) nie wskazują na to, aby w okresie I i II wojny światowej w szkole odbywały się odbywało się nauczanie. Niewiele też wiadomo o okresie dwudziestolecia międzywojennego i powojennym, rodzącego się wówczas PRL–u w szkole.
Stary drewniany budynek szkolny służył społeczności lokalnej do końca lat siedemdziesiątych XX w. Wtedy siedzibę szkoły przeniesiono do ówczesnego domu nauczyciela. Zaniedbany budynek spłonął w marcu 1983 roku, pozostały po nim jedynie fundamenty. Był to drugi okres trudności lokalowych – trwał do grudnia 2003 roku.
Po transformacji ustrojowej z 1989–1990 roku, jesienią 1995 roku wmurowano kamień węgielny pod nowy budynek szkoły. Budowa trwała długo. W 2000 roku stanął nowy budynek w stanie surowym, pokryty dachem; jednak dalsze prace zostały przerwane do czerwca 2003 roku, kiedy rozpoczęto prace wykończeniowe.
Prace zostały podzielone na dwa etapy. W pierwszym wykonano: instalację elektryczną, c.o. z olejowym kotłem, łazienki, pomalowano pomieszczenia. Ponadto wykonano także dodatkowe roboty budowlane, gdyż w budynku nie było wydzielonych pomieszczeń na oddział przedszkolny, pracownię komputerową czy bibliotekę. Po zaadaptowaniu: pomieszczenia dla oddziału przedszkolnego, wykonano instalację w pracowni komputerowej, a biblioteka szkolna została usytuowana centralnie w holu szkolnym. Zaczęto modernizację pomieszczenia na niewielką salę gimnastyczną. W grudniu 2003 roku oddano do użytkowania część dydaktyczną.
Szkoła jest jedną ze starszych jednostek oświatowych na terenie gminy Osiek, po Publicznej Szkole Podstawowej im. Heleny i Józefa Świątyńskich w Ossali.